# Doubtful Bay
Die Doubtful Bay (englisch für Zweifelhafte Bucht) ist eine kleine und tief ins Landesinnere hineinreichende Bucht an der Südostküste Südgeorgiens. Sie liegt 1,5 km östlich der Smaaland Cove und unmittelbar westlich des Rumbolds Point.
Teilnehmer der Zweiten Deutschen Antarktisexpedition (1911–1912) unter der Leitung Wilhelm Filchners kartierten die Bucht und benannten sie nach Walter Slossarczyk (1883–1911), Dritter Offizier an Bord des Forschungsschiffs Deutschland. Slossarczyk setzte sich am 26. November 1911 mit einem Beiboot in der King Edward Cove ab und ist seither verschollen; das Beiboot wurde später herrenlos in der Cumberland Bay gefunden. Der South Georgia Survey berichtete nach Vermessungen, die er zwischen 1951 und 1952 durchgeführt hatte, dass der Name Slossarczykbucht lokal nicht etabliert, sondern die Bucht vielmehr als Doubtful Bay bekannt sei. Der Name des Dritten Offiziers blieb mit dem östlich der Bucht gelegenen Slossarczyk Crag erhalten.